# Liberty Flames

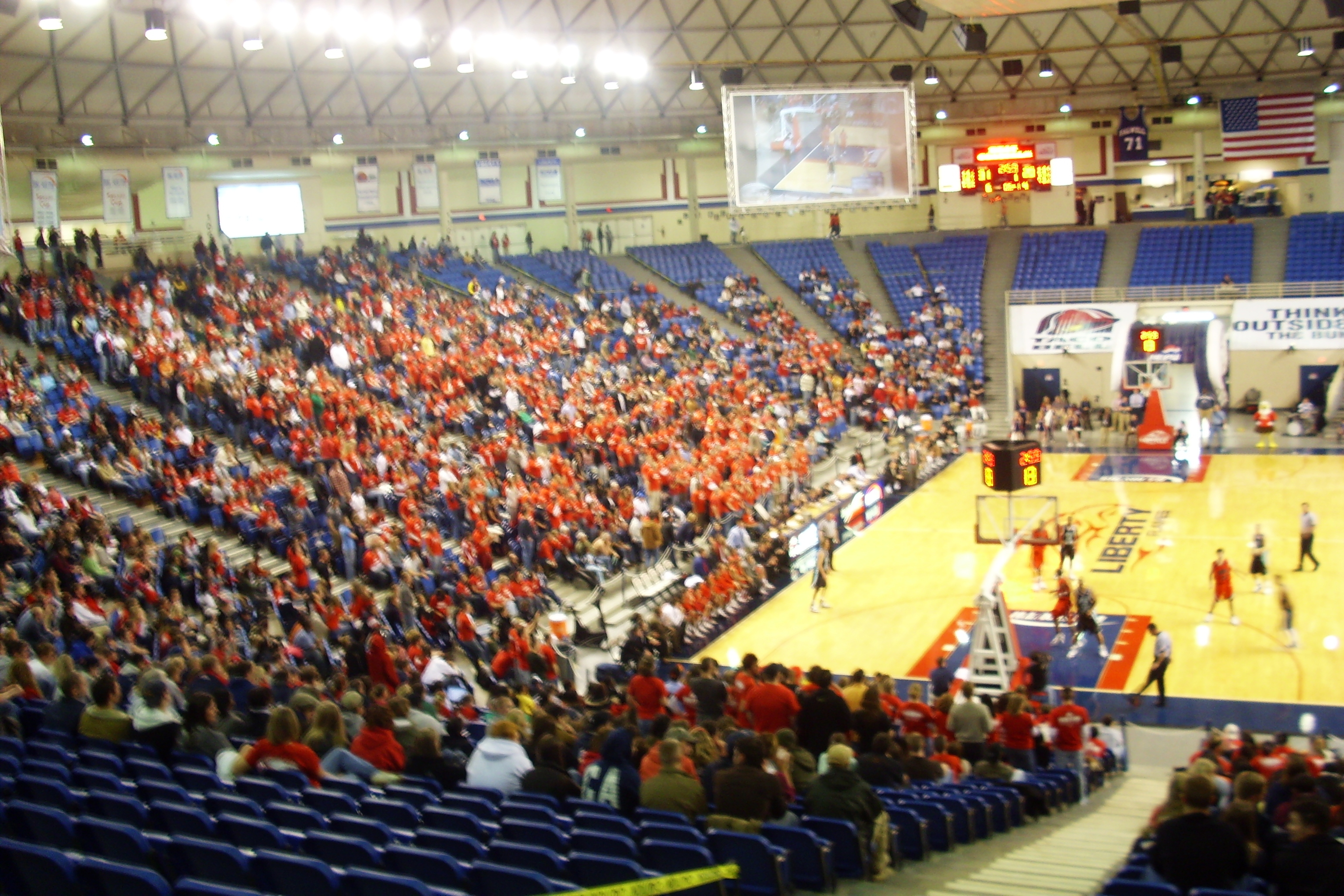
Vines Center

Liberty Flames (español: Llamas de la Libertad) es el equipo deportivo de la Universidad Liberty, situada en Lynchburg, en el estado de Virginia. Los equipos de los Flames participan en las competiciones universitarias organizadas por la NCAA, y forman parte de la Conference USA (CUSA). A los equipos femeninos se les denomina Lady Flames.

## Programa deportivo
Los Flames participan en las siguientes modalidades deportivas:
| - Masculino - Baloncesto - Béisbol - Fútbol americano - Cross - Tenis - Golf - Fútbol - Lucha libre - Atletismo | - Femenino - Cross - Hockey hierba - Baloncesto - Softball - Voleibol - Tenis - Fútbol - Atletismo |

### Baloncesto
El equipo masculino de baloncesto ha conseguido en una ocasión ganar la fase regular de la Big South Conference, y en otras dos (1994 y 2004) el torneo de la conferencia. En ambas ocasiones se ganó una plaza en el Torneo de la NCAA, pero no consiguió pasar de primera ronda en ninguna de ellas. Solamente dos jugadores de Liberty han llegado a entrar en alguna ocasión en el Draft de la NBA, pero ninguno llegó a jugar como profesional.

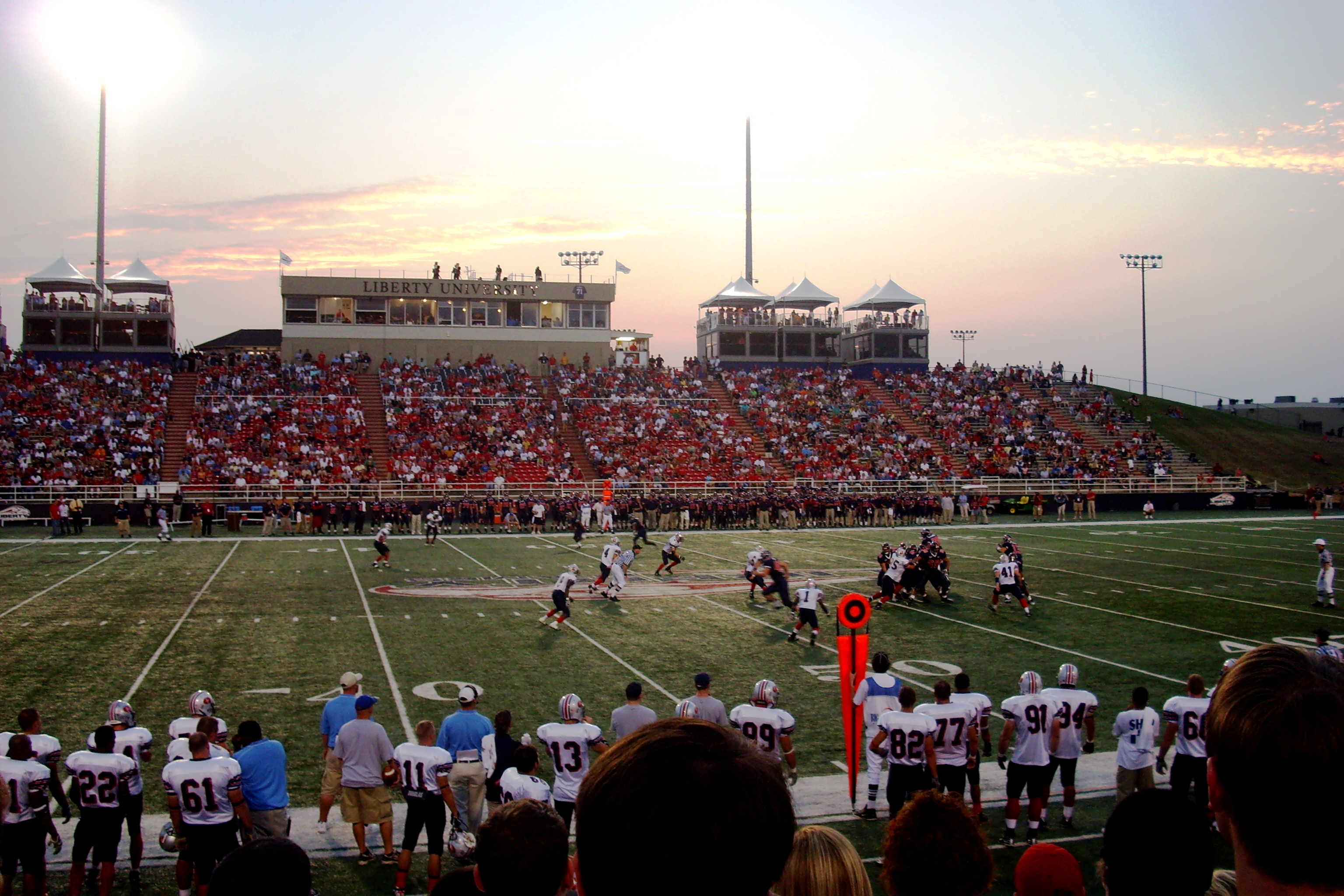
Partido de los Flames en el Williams Stadium.

En cuanto al equipo femenino, su mayor éxito lo logró en 2005, cualdo llegó contra todo pronóstico a los octavos de final del campeonato nacional. Han ganado 11 de las últimas doce ediciones del Torneo de la Big South.

### Fútbol americano
El equipo de fútbol americano logró su primer título de la Big South en 2007, tras ganar a Gardner-Webb por 31-0. Lograron además un récord de 8 victorias y 3 derrotas, su mejor marca desde que en 1997 acabaron con 9-2.
Catorce jugadores de los Flames han llegado a jugar como profesionales en la NFL, siendo uno su único representante en 2008.
Liberty comenzó una transición de la subdivisión FCS a la FBS en 2017. En 2018 los Flames compitieron en FBS provisionalmente y en 2019 se convirtieron en miembros de pleno derecho.
En 2023, la primera temporada de Liberty como miembros de la Conference USA, los Flames quedaron invictos en la temporada regular y ganaron el juego de campeonato de CUSA. Jugaron en el Fiesta Bowl, donde fueron derrotados por Oregon.

## Instalaciones deportivas
- Williams Stadium. Es el estadio para fútbol americano. Tiene una capacidad para 12.000 espectadores, siendo inaugurado el 21 de octubre de 1989. A pesar de esa capacidad, el estadio albergó el 14 de octubre de 2006 a 15.631 espectadores, en un partido que enfrentó a los Flames ante la Universidad William & Mary.[5]
- Liberty Arena. Es un pabellón con capacidad para 4.000 espectadores en el cual se juega el baloncesto y al voleibol femenino. Fue inaugurado en 23 de noviembre de 2020.[6]
- The Vines Convocation Center. Es un pabellón con capacidad para 9.000 espectadores en el cual se juegan partidos de baloncesto y voleibol femenino. Fue inaugurado en noviembre de 1990. Fue el estadio de los tres equipos hasta que se inauguró el Liberty Arena adyacente en 2020. Alberga también otro tipo de eventos como conciertos o convenciones, en los que la capacidad se amplía a 10 000 espectadores. El Vines Center seguirá estando disponible para eventos deportivos selectos.[7]